# Jasper D. Ward
Jasper Delos Ward (* 1. Februar 1829 in Java, Wyoming County, New York; † 6. August 1902 in Denver, Colorado) war ein US-amerikanischer Jurist und Politiker. Zwischen 1873 und 1875 vertrat er den Bundesstaat Illinois im US-Repräsentantenhaus.

## Werdegang
Jasper Ward besuchte das Allegheny College in Meadville (Pennsylvania). Nach einem anschließenden Jurastudium und seiner 1852 erfolgten Zulassung als Rechtsanwalt begann er in Chicago in diesem Beruf zu arbeiten. Gleichzeitig schlug er als Mitglied der Republikanischen Partei eine politische Laufbahn ein. Zwischen 1855 und 1860 saß er mit Ausnahme des Jahres 1857 im Stadtrat von Chicago. Er nahm acht Monate lang als Soldat im Heer der Union am Bürgerkrieg teil. Zwischen 1862 und 1870 gehörte er dem Senat von Illinois an.
Bei den Kongresswahlen des Jahres 1872 wurde Ward im zweiten Wahlbezirk von Illinois in das US-Repräsentantenhaus in Washington, D.C. gewählt, wo er am 4. März 1873 die Nachfolge von John F. Farnsworth antrat. Da er im Jahr 1874 nicht bestätigt wurde, konnte er bis zum 3. März 1875 nur eine Legislaturperiode im Kongress absolvieren. 
Zwischen 1875 und 1877 war Jasper Ward Bundesstaatsanwalt für den nördlichen Teil des Staates Illinois. Im Jahr 1877 zog er nach Leadville in Colorado. Von 1881 bis 1882 fungierte er als Richter im fünften Gerichtsbezirk dieses Staates. Später ließ er sich in Denver nieder, wo er wieder als Anwalt praktizierte. Dort ist er am 6. August 1902 auch verstorben.